# Loro Horta

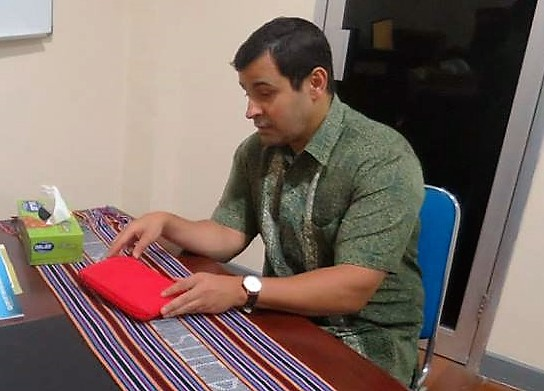
Loro Horta (2016)

Loro Horta (* 1977 in Mosambik, vollständiger Name: Maubere Lorosae da Silva Horta) ist ein osttimoresischer Diplomat. Von 2016 bis 2021 war er Botschafter Osttimors in Kuba. Seit 2023 ist Horta der osttimoresische Botschafter in der Volksrepublik China.

## Werdegang
Loro Horta ist der Sohn des Politikers und Friedensnobelpreisträgers José Ramos-Horta und der Generalstaatsanwältin Ana Pessoa Pinto und hat noch drei Geschwister. Seine Mutter lebte während der indonesischen Besetzung Osttimors (1975–1999) im Exil in Mosambik, wo sie Jura studierte und Richterin wurde, bevor sie in das befreite Osttimor zurückkehrte. Loro Horta lebte daher selbst 23 Jahre in Afrika. Loros Großvater war der politische Aktivist Francisco Horta.
Er studierte an der US Naval Postgraduate School der United States National Defense University (Master), der People's Liberation Army National Defence University in Peking, der Zentralschule des chinesischen Handelsministeriums, der Universität Sydney (Bachelor) und der zur Nanyang Technological University in Singapur gehörenden S. Rajaratnam School of International Studies RSIS (Master of Science). Seine Fachbereiche sind chinesische Verteidigungs- und Sicherheitsdiplomatie, Chinas Beziehungen zu den Entwicklungsländern, im Besonderen zu den lusophonen Ländern, China und Zentralasien und Politik und Gesellschaft in Osttimor.

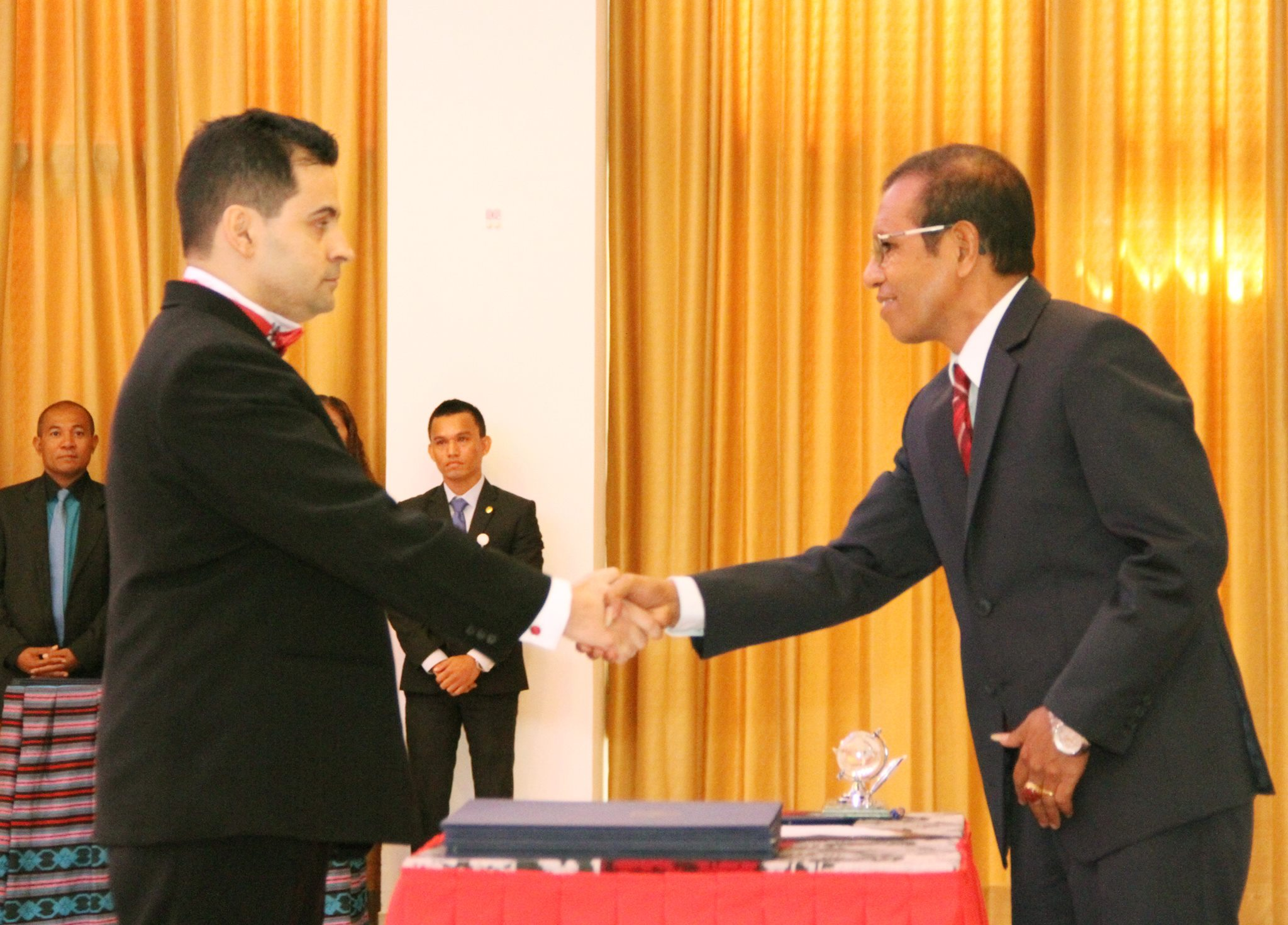
Ernennung von Horta zum Botsachafter in Kuba durch Präsident Taur Matan Ruak (2016)

Zunächst war Horta Nationaler UN-Projektmanager für die Reform des Sicherheitssektors in Osttimor, dann Senior Adviser für Verteidigung und Sicherheit beim Außenministerium Osttimors und Berater des Regionalzentrums der Vereinten Nationen für präventive Diplomatie für Zentralasien (UNRCCA), wofür er eine Zeit lang in Turkmenistan lebte. Daneben veröffentlichte er Artikel an der Nanyang Technological University. Am 11. Februar 2016 wurde Horta zum Botschafter Osttimors in Kuba ernannt. Das Amt hatte er bis zum 25. Juni 2021 inne.
Am 24. Oktober 2023 wurde Horta zum osttimoresischen Botschafter in China ernannt.
Horta verfasste mehrere Artikel in zahlreichen Magazinen und Zeitungen zu Außen- und Sicherheitspolitik. Auch gewann er mehrere Preise für seine Forschungen zu sicherheitspolitischen Themen in Asien. Regelmäßig wurde er dazu von internationalen Medien interviewt.

## Veröffentlichungen (Auswahl)
- China’s Ambitious African Railways Plan: Reviving Imperial Dreams? (2014)
- Central Asia: China Opens a New Silk Road (2013)
- Timor-Leste: Finally Getting it Right? (2013)
- Timor-Leste and ASEAN: Doors Closing for Dili's Membership? (2013)
- China’s Economic Engagement in Africa: Changing Approach in Mozambique (2012)
- China's Relations with Portuguese-speaking Countries A Growing but Unnoticed Relation
- The Eagle and the Dragon in the Land of Sandalwood: US and China Build Soft Power in Timor-Leste (2011)
- The Dragon and the Anaconda: China, Brazil and the Power Balance in the Americas (2009)
- Love-Hate Relationship: Australia, Timor and a Rising China (2009)
- Steel Sharks: China’s Growing Submarine Fleet (2008)
- South America’s Emerging Arms Race: Big Power Links? (2008)
- The Changing Nature of Chinese Business in Africa: The Case of Cape Verde (2008)
- The PLAN Reaches the Atlantic: Assessing the Chinese Navy’s Recent Naval Exercises (2007)
- Timor-Leste – The Dragon’s Newest Friend (2007) (PDF-Datei; 100 kB)
- Why Shoot It Down Now? Understanding China’s Missile Firing into Outer Space (2007)
- The West Papua Issue: A View from Timor-Leste (2006)